# Tokyo Quo
Tokyo Quo  è un album dal vivo della rock band inglese Status Quo, inciso nel 1976 e pubblicato solo per il mercato giapponese.

## Il disco
Si tratta di un disco dal vivo registrato a Tokyo che gli Status Quo incidono nel 1976 in occasione di una lunga tournée in Asia e viene fortemente voluto dalla divisione giapponese della Vertigo Records a suggello dell'intenso rapporto che lega la band inglese al pubblico di quel paese.
Il vinile viene pubblicato nel 1977 e riservato solo al mercato nipponico.
Costituisce oggi un pezzo da collezione rarissimo.
Nel mese di aprile del 2014, l'album viene ristampato in vinile.

## Tracce Vinile

### Lato A
1. Is There a Better Way - 4:01 - (Lancaster/Rossi)
2. Little Lady - 3:03 - (Parfitt)
3. Most Of the Time - 3:36 - (Rossi/Young)
4. Rain - 4:36 - (Parfitt)
5. Caroline - 4:29 - (Rossi/Young)

### Lato B
1. Roll Over Lay Down - 6:08 - (Rossi/Young/Parfitt/Lancaster/Coghlan)
2. Big Fat Mama - 5:15 - (Rossi/Parfitt)
3. Don't Waste My Time - 4:14 - (Rossi/Young)
4. Bye Bye Johnny - 6:59 - (Berry)

## Tracce CD
CD
1. Is There a Better Way - 4:01 - (Lancaster/Rossi)
2. Little Lady - 3:03 - (Parfitt)
3. Most Of the Time - 3:36 - (Rossi/Young)
4. Rain - 4:36 - (Parfitt)
5. Caroline - 4:29 - (Rossi/Young)
6. Roll Over Lay Down - 6:08 - (Rossi/Young/Parfitt/Lancaster/Coghlan)
7. Big Fat Mama - 5:15 - (Rossi/Parfitt)
8. Don't Waste My Time - 4:14 - (Rossi/Young)
9. Bye Bye Johnny - 6:59 - (Berry)

## Formazione
- Francis Rossi (chitarra solista, voce)
- Rick Parfitt (chitarra ritmica, voce)
- Alan Lancaster (basso, voce)
- John Coghlan (percussioni)